# Campé
Pour les articles homonymes, voir Campé.
 (décembre 2022).
Si vous disposez d'ouvrages ou d'articles de référence ou si vous connaissez des sites web de qualité traitant du thème abordé ici, merci de compléter l'article en donnant les références utiles à sa vérifiabilité et en les liant à la section « Notes et références ».
Dans la mythologie grecque, Campé (en grec ancien Κάμπη / Kámpê, peut-être de κάμπος / kámpos, « monstre marin », ou de καμπή / kampế, « courbure, sinuosité ») est la fille de Tartare et Gaïa et la gardienne chargée par Cronos de surveiller le Tartare, où il avait emprisonné les Cyclopes et les Hécatonchires.
D'après le Pseudo-Apollodore, elle est tuée par Zeus lorsque celui-ci libère les prisonniers du Tartare pour l'aider à lutter contre Cronos (voir l'article Titanomachie). Mais suivant Nonnos de Panopolis, elle est plutôt combattue et tuée bien plus tard par Dionysos ; celui-ci la décrit d'ailleurs comme un monstre hybride, avec un corps de femme recouvert d'écailles sur le bas, une chevelure hérissée de serpents venimeux et un scorpion se déplaçant sur ses épaules.

## Dans la culture populaire
- Campé est une antagoniste dans le tome 4 de la saga de Fantasy Percy Jackson elle est représentée comme une femme-dragon avec la partie supérieure du corps humanoïde, une chevelure composée de serpents et la partie inférieure de dragon d'écailles noires couvert de centaines de vipères[2].

## Sources
- Pseudo-Apollodore, Bibliothèque [détail des éditions] [lire en ligne] (I, 2, 1).
- Nonnos de Panopolis, Dionysiaques [détail des éditions] [lire en ligne] (XVIII, 237).
- Ovide, Fastes [détail des éditions] [lire en ligne] (III, 799).